# تشوار
تشوار (بالفارسية: چوار) هي معلم جغرافي تقع في إيران في Chavar District. يقدر عدد سكانها بـ 5,574 نسمة .